# 洛季夫卡
50°0′54″N 27°10′36″E / 50.01500°N 27.17667°E
洛季夫卡（烏克蘭語：Лотівка），是烏克蘭的村落，位於該國西部赫梅利尼茨基州，由舍佩蒂夫卡區負責管轄，面積129平方公里，海拔高度264米，2001年人口393，人口密度每平方公里3,046.5人。